# Alfredo Megido
Alfredo Megido Sánchez (Peñaflor, 2 ottobre 1952) è un ex calciatore spagnolo di ruolo attaccante.

## Carriera

### Club
Alfredo Megido nacque a Peñaflor, un paese dell'Andalusia dove suo padre lavorava come minatore in una miniera di rame del gruppo Duro Felguera.. Tutta la sua famiglia proveniva dalle Asturie. Nel 1953, quando Alfredo aveva un anno, al padre fu offerto un posto di lavoro ad Avilés, nel quartiere operaio di Llaranes, sede dell'Empresa Nacional Siderúrgica "Ensidesa".
Presto Megido entrò a far parte del settore giovanile dello Sporting Gijón.
Nel 1971 l'allenatore della prima squadra, Luis Cid convocò Megido per giocare tra i grandi. Per quattro stagioni compose l'attacco del club biancorosso, insieme e a Quini e José Ignacio Churruca.
Nel 1975 si trasferì al Granada per circa venti milioni di pesetas. Allenato da Miguel Muñoz, esordì in campionato il 14 settembre 1975 contro l'Elche (vittoria per 3-2) e segnò anche un gol. A fine anno, però, il Granada retrocesse in Segunda División. Megido rimase nel club andaluso anche in serie cadetta. Il nuovo allenatore del Granada era Héctor Núñez. Giocò la seconda giornata di campionato, l'11 settembre 1976, ma fu espulso dopo 36 minuti per un applauso ironico al direttore di gara dopo aver ricevuto un'ammonizione. Quella fu l'ultima partita con il Granada per Megido, che di lì a poco si trasferì al Real Betis, che lo acquistò per 14 milioni di pesetas.
In questo modo, Megido lasciò un ambiente in cui era parecchio contestato e ritornò a giocare in massima serie. Esordì con il Betis il 3 ottobre contro il Valencia, subentrando ad Attila Ladinszky nel secondo tempo. L'allenatore era Ferenc Szusza. In quella stagione il Betis vinse la Copa del Rey (la prima della sua storia), battendo in finale l'Athletic Bilbao.
Nella stagione 1977-1978 fu in prestito al Bordeaux, nel campionato francese.
Nel 1979 si trasferì definitivamente al Málaga. Segnò otto reti in campionato, il suo miglior risultato stagionale nella Liga.
Dopo una sola stagione fu acquistato dall'Hércules. Ad Alicante ritrovò José Ignacio Churruca come compagno di squadra. Dopo una prima stagione soddisfacente, gli anni successivi all'Hércules furono travagliati. Trovando poco spazio a causa di divergenze con i vertici societari, nel 1983 Megido si ritirò dal calcio.
Dopo il ritiro visse per circa 20 a Cuba, prima di ritornare in Spagna.

### Nazionale
Il 5 febbraio 1975 collezionò la sua unica presenza con la Nazionale spagnola, contro la Scozia. La partita valida per le qualificazioni al campionato europeo di calcio 1976, fu giocata allo stadio Casanova di Valencia e terminò con il risultato di 1-1. Megido segnò il gol del pareggio degli spagnoli.

## Palmarès
- Coppa di Spagna: 1

Real Betis: 1976-1977